# Jean Rougeul
Jean Rougeul (Rennes, 22 de octubre de 1905-París, 30 de mayo de 1978) fue un periodista, crítico cinematográfico, actor, director y letrista de nacionalidad francesa.

## Biografía
Su nombre completo era Jean René Pierre Rougeul, y nació en Rennes, Francia. Antes de la Segunda Guerra Mundial participó en las actividades del grupo teatral Octobre y del grupo surrealista. Durante el invierno de 1940 fundó en Marsella, con Sylvain Itkine y Guy d’Auterive, la cooperativa Croquefruit que fabricaba en secreto pastas de frutas a base de dátiles, miel y almendras procedentes del saqueo, y que tenían por objeto la ayuda a los intelectuales antinazis. 
Rougeul colaboró con numerosas publicaciones, entre ellas L'Écran français, tras la Liberación. Posteriormente pasó largo años en Italia, donde actuó como actor de reparto en muchos filmes, destacando de entre ellos 8½, de Federico Fellini.
En 1973 dirigió un largometraje, À cause de l'homme à la voiture blanche, interpretado por Julien Guiomar, Jacqueline Parent y Jacques Zanetti. Así mismo, Rougeul escribió la letra de varias canciones, compuestas principalmente por Henri Crolla y Christiane Verger.
Jean Rougeul falleció en París, Francia, en 1978. Fue enterrado en el Cementerio del Père-Lachaise.

## Selección de su filmografía

### Actor
- 1963 : 8½, de Federico Fellini
- 1968 : La Morte ha fatto l'uovo, de Giulio Questi
- 1971 : Giù la testa, de Sergio Leone
- 1973 : Viol en première page, de Marco Bellocchio
- 1973 : Mordi e fungi, de Dino Risi
- 1974 : Para amar a Ofelia, de Flavio Mogherini
- 1975 : Souvenirs d'en France, de André Téchiné
- 1977 : D'Artagnan amoureux, miniserie de Yannick Andréi
- 1977 : La Vocation suspendue, de Raoul Ruiz
- 1978 : Judith Therpauve, de Patrice Chéreau
- 1978 : L'Hypothèse du tableau volé, de Raoul Ruiz

### Director
- 1949 : Illusion[5] (cortometraje)
- 1975 : À cause de l'homme à la voiture blanche

## Teatro

### Autor
- 1960 : La Double Vie de Théophraste Longuet, a partir de Gaston Leroux, escenografía de René Dupuy, Théâtre Gramont

### Adaptador en francés
- 1967 : Caviar ou Lentilles, de Giulio Scarnicci y Renzo Tarabusi, escenografía de Gérard Vergez
- 1978 : Les Papas naissent dans les armoires, de Giulio Scarnicci y Renzo Tarabusi, escenografía de Gérard Vergez